# Colluvion

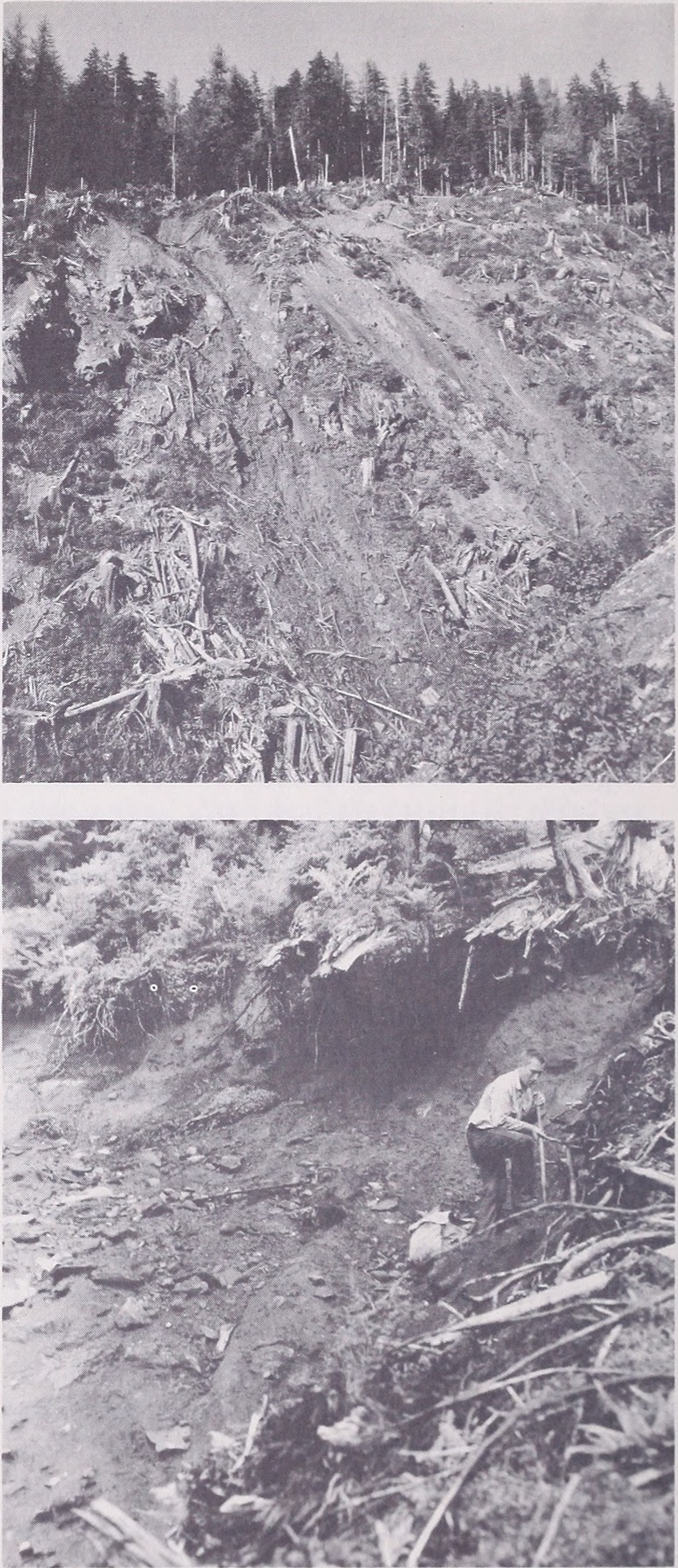
Instabilité gravitaire sur la côte de l'Alaska.

Une colluvion ou un dépôt de pente est un dépôt meuble sur un versant, mis en place par gravité. Le terme s'emploie presque toujours au pluriel. Les colluvions reflètent la lithologie du haut du versant. Elles nappent, sur le bas du versant, la roche en place. Les éléments ont subi un faible transport, à la différence des alluvions. En bord de mer, elles sont les premières attaquées par l'érosion marine. Leur ablation aboutit alors à la dénudation de la roche saine. Les colluvions sont étalées sur les versants du haut vers le bas.
Ce dépôt résulte du colluvionnement, terme général désignant tous les types d'écoulement en masse susceptibles de se produire sur les versants. Les solifluxions représentent un type de colluvionnement.